# Thayer Tutt Trophy
Die Thayer Tutt Trophy war ein Eishockeyturnier für Nationalmannschaften. Der Wettbewerb wurde von der Internationalen Eishockey-Föderation IIHF in den Jahren 1980, 1984 und 1988 für diejenigen Nationalmannschaften ausgerichtet, die sich nicht für die Olympischen Winterspiele qualifiziert oder auf die Teilnahme verzichtet hatten. Bei den ersten beiden Austragungen gewannen jeweils Mannschaften, die auf Olympia verzichtet hatten.
Die Thayer Tutt Trophy sollte Mannschaften der B- und C-Gruppe der Weltmeisterschaften Spielmöglichkeit geben, da ab 1980 in den Olympiajahren keine Weltmeisterschaften mehr ausgetragen wurden. Ab 1992 fanden in den Olympiajahren wieder Weltmeisterschaften statt, so dass der Wettbewerb eingestellt wurde.
Namensgeber des Wettbewerbs war William Thayer Tutt, von 1966 bis 1969 Präsident der IIHF und von 1972 bis 1986 Präsident der Amateur Hockey Association of the United States.

## Turniere
| Jahr | Spielort           | Sieger  | Zweiter | Dritter     |
| ---- | ------------------ | ------- | ------- | ----------- |
| 1980 | Ljubljana          | Schweiz | DDR     | Jugoslawien |
| 1984 | Grenoble           | DDR     | Schweiz | Rumänien    |
| 1988 | Eindhoven, Tilburg | Italien | Japan   | Niederlande |